# 默基特希臘禮天主教蒙特婁聖救主教區
默基特希臘禮天主教蒙特婁聖救主教區（拉丁語：Eparchia Sancti Maronis Marianopolitana Graecorum Melkitarum）是東儀天主教以加拿大魁北克最大城市蒙特利爾為中心的一個教區（默基特希臘禮），直屬教廷。
1980年10月13日設立加拿大宗座代牧區，1984年9月1日升為教區並易名至今。
2010年有教友33,000人。教區下轄四個堂區，有十四名司鐸。現任教區主教為易卜拉欣·彌額爾·易卜拉欣。